# گربه‌مارها
گربه‌مارها (نام علمی: Boiga) یک سرده بزرگ از مارهای زهرآگین خفیف با دندان‌های نیش عقبی است که معمولاً به عنوان مارهای چشم‌گربه‌ای یا به سادگی مارهای گربه‌ای شناخته می‌شوند، از خانواده قمچه‌ماران است. گونه‌هایی از سرده Boiga بومی جنوب شرق آسیا، هند و استرالیا هستند، اما به دلیل طبیعت بسیار مقاوم و سازگاری، در بسیاری از زیستگاه‌های مناسب دیگر در سراسر جهان گسترش یافته‌اند. ۳۸ گونه شناخته‌شده در این جنس وجود دارد. با توجه به مطالعه انجام‌شده توسط Jiří Smíd در مورد مارهای گربه‌ای جهان قدیم، خاستگاه نیای مارهای گربه‌ای از آفریقا است و از آنجا تنوع یافته و به کشورهای دیگر گسترش یافته‌است. با وجود این تنوع، گونه‌های مختلف از نظر دما و بارندگی نیازهای بسیار مشابهی دارند.
گونه‌های گربه‌مارها تخم‌زا هستند. مارهای سرده Boiga در درجه نخست درخت‌زی، و مارهای شب‌گرد هستند. مارهای جنس Boiga گونه‌های کوچک مختلفی از مارمولک‌ها، مارها، پرندگان و پستانداران را شکار می‌کنند.

## زهر
سمیت زهر گربه‌مارها از گونه‌ای به گونه دیگر متفاوت است، اما به‌طور کلی برای انسان تهدیدکننده زندگی نیست. از آنجایی که زهر آنها معمولاً به انسان آسیب نمی‌رساند، آنها جانوران خانگی عجیب و غریب و دوست‌داشتنی هستند.